# Neom Sports Club
El Neom Sports Club es un club de fútbol profesional saudí que actualmente tiene su sede en Tabuk y debe su nombre al área urbana planificada de Neom. Actualmente juega en la Liga Profesional Saudí, la primera división del país, y disputa sus encuentros en el Ciudad Deportiva Rey Khalid.

## Historia

### Al-Suqoor Club: 1965-2023
El club se fundó en 1965 con el nombre de Al-Suqoor Club, que significa "Halcones" en árabe. Jugó principalmente en la Tercera y la Segunda División Saudí. En 2011, el Al-Suqoor terminó segundo y ascendió a la Primera División Saudí, la segunda división del fútbol profesional en Arabia Saudí, por primera vez en su historia. El equipo terminó último en su primera temporada y descendió. Durante la temporada 2021-22, el club derrotó al Al-Qous por 2-1 en la final de la Tercera División y se proclamó campeón inaugural.

### Adquisición de Neom: 2023-presente
El 5 de junio de 2023, el Ministerio de Deportes de Arabia Saudí anunció que el club de fútbol Al-Suqoor se convertiría en una empresa propiedad de NEOM. El 24 de diciembre de 2023, el club cambió su nombre a Neom Sports Club. El 22 de abril de 2025, el club consiguió su primer ascenso a la Liga Profesional Saudí tras una victoria a domicilio por 3-0 sobre el Al-Arabi.

## Palmarés
- Liga Príncipe Mohammad bin Salman (1): 2024-25

## Entrenadores
- Sami Al-Jofi (noviembre de 2009–2010)[4]
- Mazin Al Balwi (2010–2017)
- Zeyad Al-Ghodhbani (2017–2018)
- Sami Al-Jofi (2018)
- Bilal Bashouch (2018–2019)
- Mazin Al Balwi (2019)
- Nefzi Nasser (2019–2020)
- Ahmed Abdelmaksoud (2020)
- Zeyad Al-Ghodhbani (2020–2021)
- Ayman Al Seraj (2021)
- Emad Al Gandoby (2021–2022)
- Ahmed Abdelmaksoud (2022)
- Fouad Bouali (2022–2023)
- Mondher Azari (enero de 2023–marzo de 2023)[5][6]
- Afouène Gharbi (junio de 2023–?)[7]
- Péricles Chamusca (mayo de 2024–junio de 2025)[8]
- Christophe Galtier (julio de 2025–presente)